# Юрківка (Білоцерківський район)
Юркі́вка — село в Україні, в Ставищенській селищній громаді Білоцерківського району Київської області. Розташоване за 17 км на південний захід від смт Ставище та за 1 км від автошляху М05. Населення становить 512 осіб.

## Походження назви села
Виникнення назви села пов'язане з місцевою легендою. Згідно неї, Юрківка була заснована одним з трьох братів — Юрком, який разом зі своїми братами Тишком та Сніжком врятувалися від татарського набігу. Двоє інших його братів заснували власні поселення — Сніжко — Сніжки, а Тихін — Тихий Хутір. За іншою версією цієї легенди, троє братів втекли не від татар, а від польських поміщиків і другого з братів звали Олександр і він став засновником села Олександрівка.

## Географія
Село розташоване на Придніпровській височині. Через територію села проходить водорозділ між басейнами трьох річок — Гнилого Тікича, Південного Торча (Торч) (басейн Південного Бугу) та Північного Торча (Торц) (басейн Дніпра). На північній околиці села бере початок один з витоків Гнилого Тікича, а на південній — Північний Торч (Торц). Ґрунти — чорноземи опідзолені та сірі лісові. На південь від села знаходиться лісовий масив — урочище Скибин площею 507 га, який належить до Ставищенського лісництва Білоцерківського лісгоспу, а на східній околиці села збереглася невелика ділянка лучного степу.

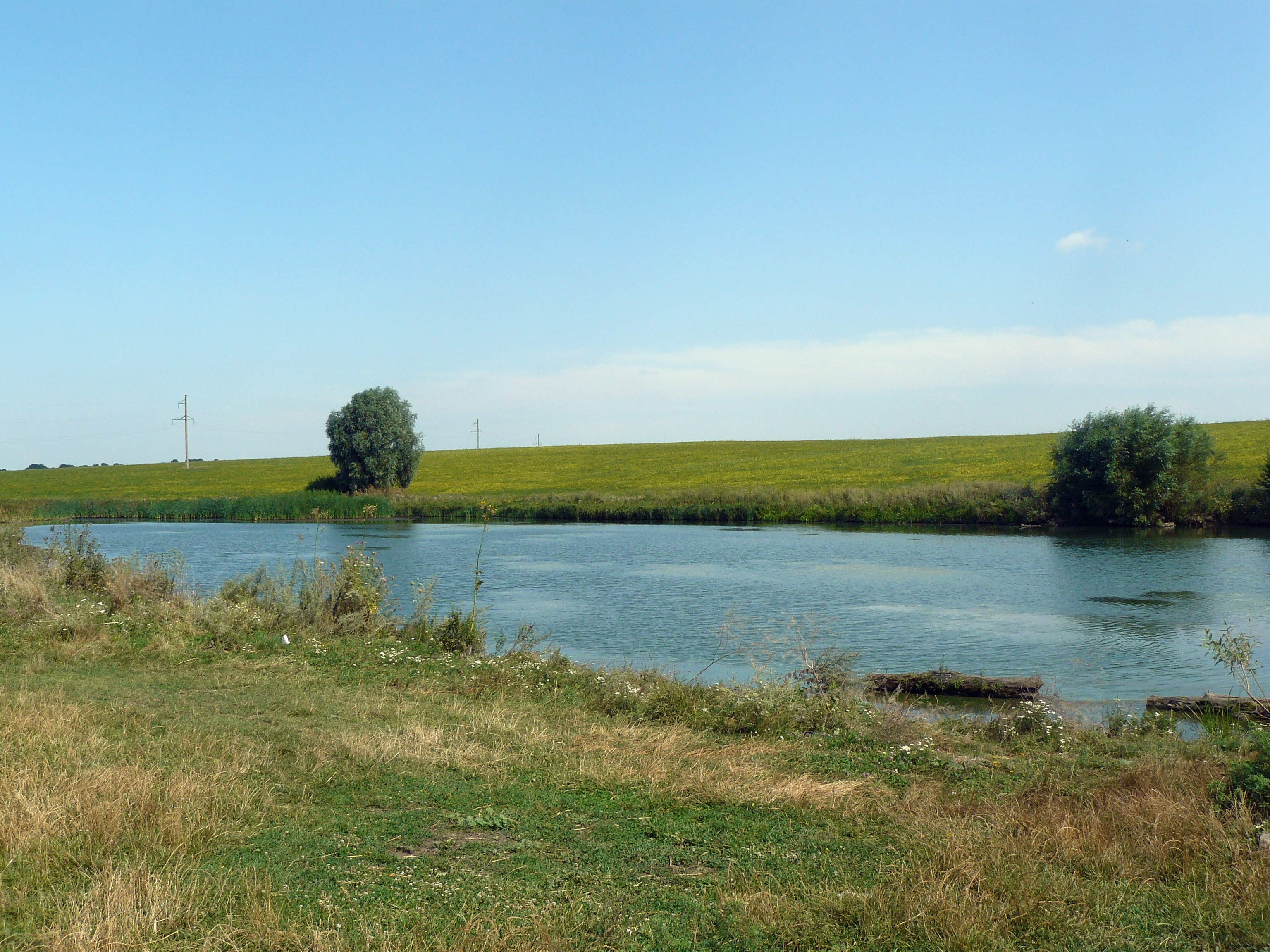
Юрківський ставок
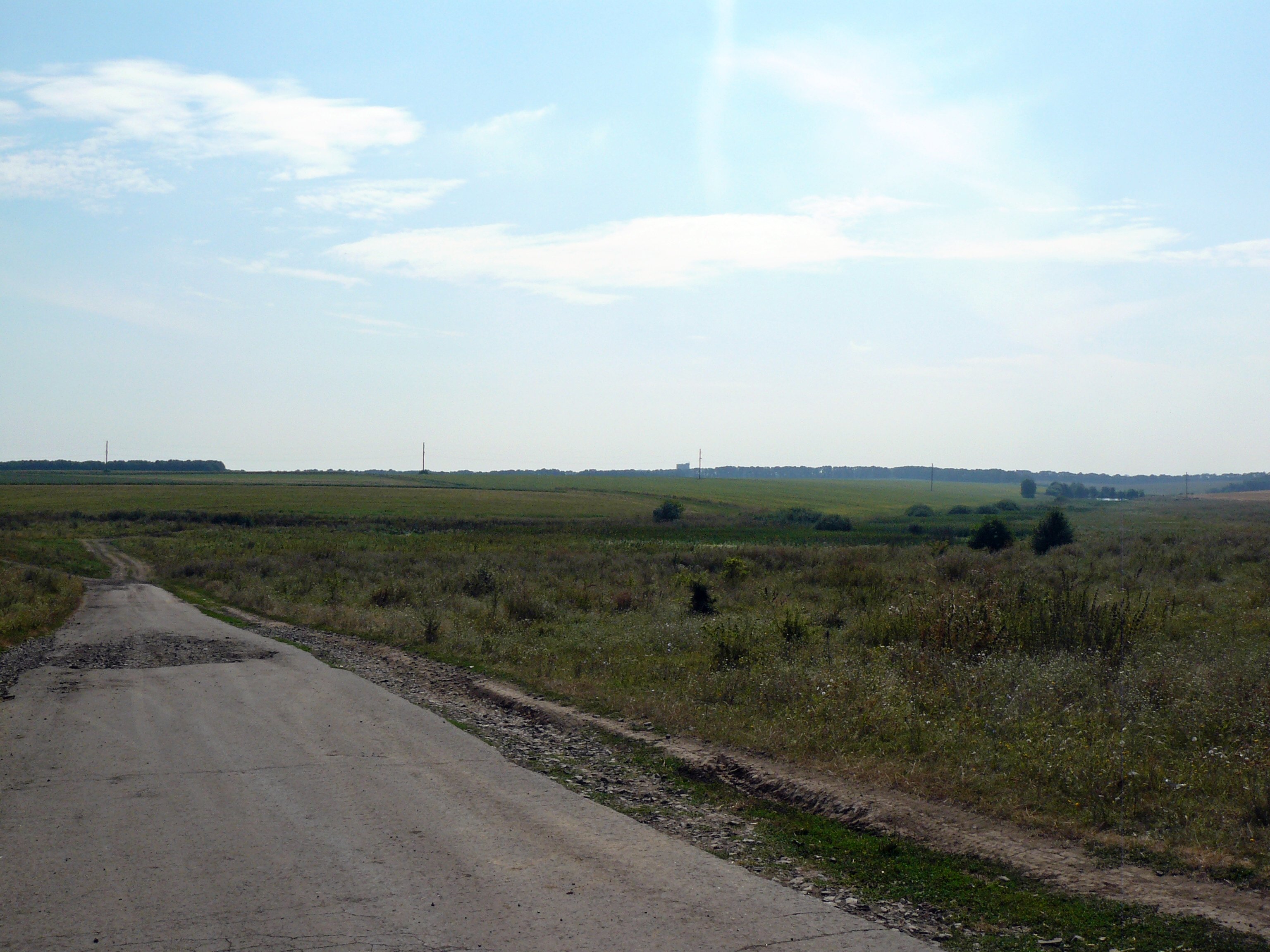
Східна околиця Юрківки
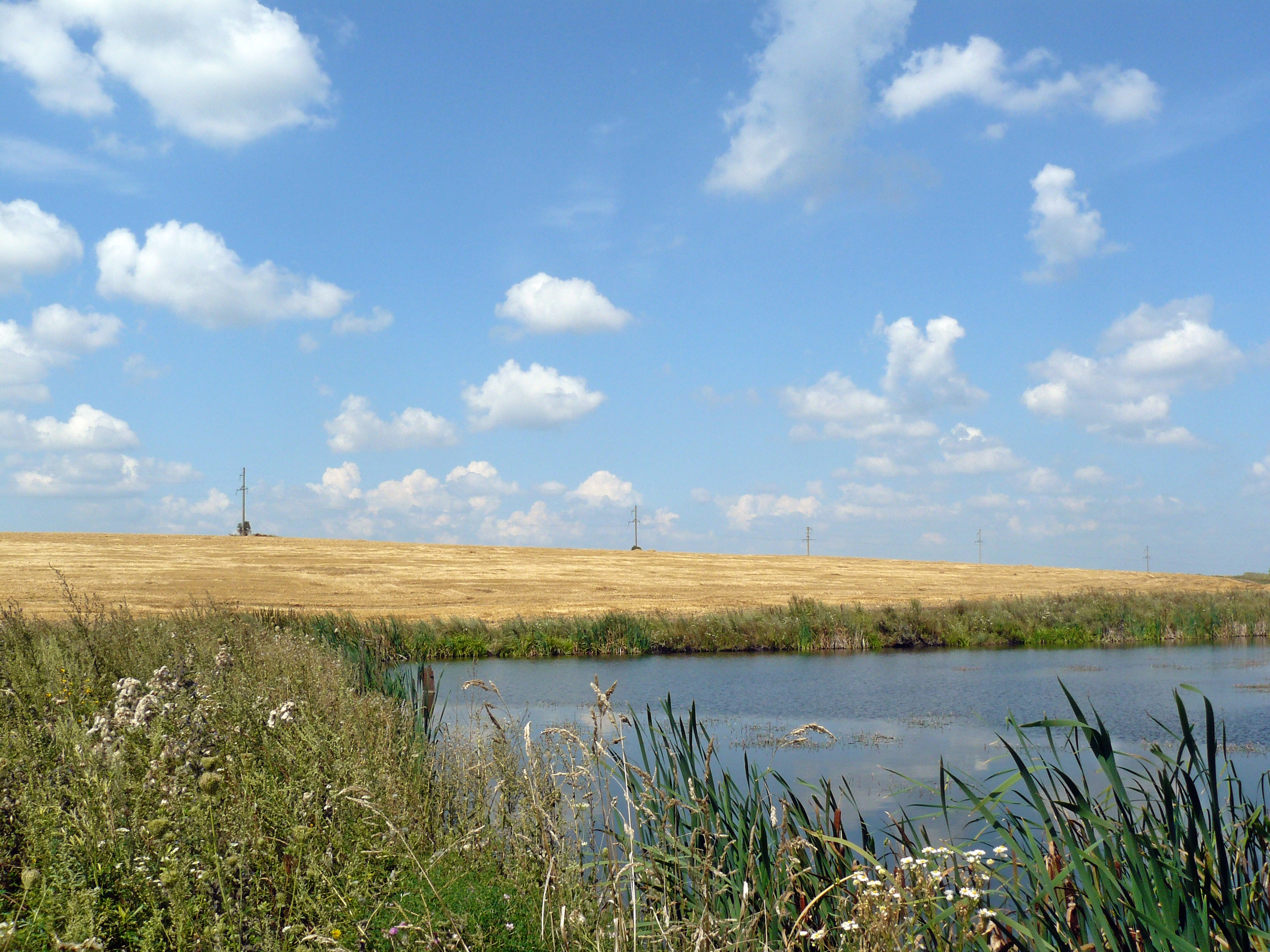
Юрківський краєвид
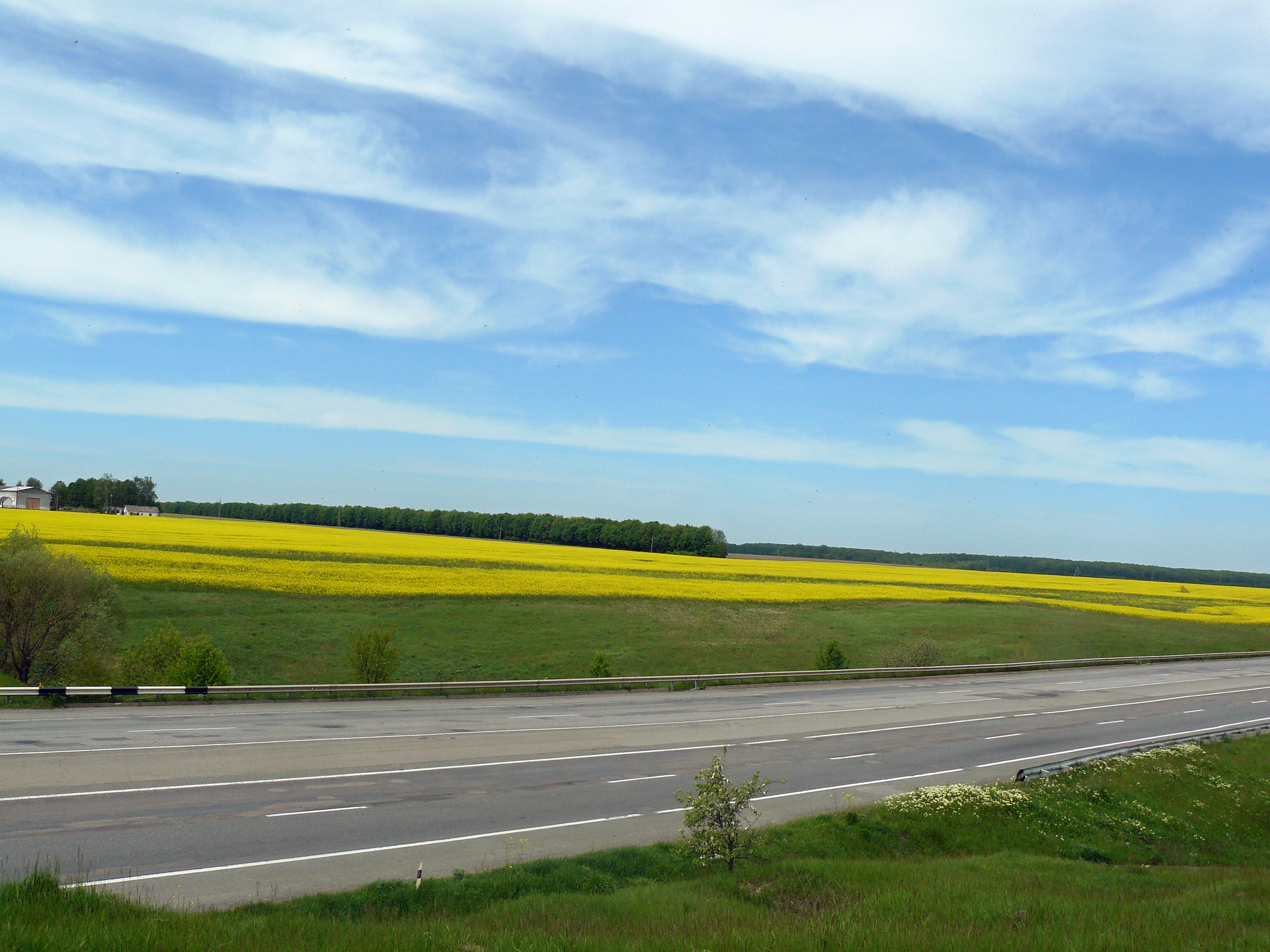
Автотраса Київ-Одеса поблизу Юрківки

## Історія
Перші достовірні дані про село було наведено Л. Похилевичем у 1864 році в книзі «Сказания о населенных местностях Киевской губернии». Згідно даних Похилевича, село було засновано за 200 років до цього ставищенським жителем Юрком, який поселився у дрімучому лісі, що розташовувався на цьому місці.
У селі в 1771 році посесором Рокошевським було побудовано дерев'яну церкву Архистратига Михаїла. Пізніше, у 1835 р. священиком Іваном Боримським було побудовано дзвіницю. Спочатку сільська церква була покрита соломою. За штатами церква була віднесена до 7-го класу та мала вказану пропорцію землі. До парафії юрківської Свято-Михайлівської церкви належало також село Торчицький Степок.
Наприкінці 18 століття село перейшло у володіння графів Браницьких.
У середині 19 ст. у Юрківці проживало 637 осіб, з них 625 православних і 11 католиків, а у 1885 р. у Юрківці налічувалося 68 дворів і проживало 546 мешканців,.
У 3-му томі багатотомного видання «Słownik geograficzny Królestwa Polskiego i innych krajów słowiańskich», виданого в 1880—1914 р., про Юрківку сказано як про село Ставищенської волості Таращанського повіту Київської губернії, розташоване за 8 верст від Ставища, у верхів'ї струмка, що впадає поблизу Жашкова у річку Торч. На початку 20 століття в селі проживало 914 осіб. Жителям села належало 2014 десятин родючих чорноземів.
Після подій 1917—1920 рр. у Юрківці було створено червону комуну, яка розмістилась у лісі на південь від села. До початку 60-х років там ще були хати комунарів, пізніше їх порозбирали, а люди переселилися у Юрківку та Торчицький Степок.
У 1918 р. жителі села були членами партизанського загону під командуванням Петра Івановича Кравченка.
17 грудня 1919 року через Юрківку під час Зимового походу проходив Кінний полк Чорних Запорожців Армії УНР. Після здобуття Ставища полк 18 — 26 грудня стояв у Юрківці.
У 1925 р. в Юрківці організовано товариство зі спільного обробітку землі (ТСОЗ), яке об'єднувало 12 дрібних селянських господарств. Головою ТСОЗу був на той час Іван Кирилович Білецький. Товариство існувало до початку суцільної колективізації сільського господарства.
У листопаді-грудні 1929 р. в село прибув з Києва робітник заводу, комуніст Моргунов. Разом з головою сільської ради Тодосем Марковичем Ваценком створив актив для "роз'яснювання" селянам про переваги колективної праці над індивідуальною. У березні 1930 р. до колгоспу вступили 40 селянських сімей. Першим головою господарства був Назар Онисьович Ткаченко. Колгосп мав назву «Дружня праця». Чинився й опір проведенню колективізації. Повна колективізація в селі проведена до 1931 р.
У 1932—1933 рр. мешканці Юрківки постраждали від голодомору.
У роки Другої світової війни багато жителів Юрківки були мобілізовані до лав Червоної армії. Під час війни було зруйновано господарство колгоспу, знищено тваринницькі приміщення, всі сільськогосподарські машини та інвентар. З Юрківки на примусові роботи до Німеччини було вивезено 82 особи. Жителі села чинили опір гітлерівцям, ховали хліб та інші продукти, ухилялись від роботи, підтримували
зв'язок з партизанським загоном.
За героїзм та відвагу, виявленні в боях з окупантами в роки війни, 110 жителів села нагороджені орденами й медалями СРСР, льотчиці Г. І. Джунківській (Марковій) присвоєно звання Героя Радянського Союзу.
У 1960 р. колгоспи Юрківки, Сніжок та Торчицького Степка було об'єднано в єдине колективне господарство «Дружба» (центральна садиба колгоспу знаходилася в Юрківці).
Після роз'єднання колгоспу в селі було утворено ТОВ Агрофірма «Дружба» та ТОВ «Інтерагросервіс». В селі було проведено газ та споруджено церкву.

## Населення

### Мова
Розподіл населення за рідною мовою за даними перепису 2001 року:
| Мова            | Кількість | Відсоток |
| --------------- | --------- | -------- |
| українська      | 508       | 99.21%   |
| російська       | 2         | 0.39%    |
| білоруська      | 1         | 0.20%    |
| інші/не вказали | 1         | 0.20%    |
| Усього          | 512       | 100%     |

## Сучасність
На сьогодні на території Юрківської сільської ради діють ЗОШ І-ІІ ступенів з газовим опаленням, фельдшерсько-акушерський пункт, бібліотека, працюють поштове відділення, 2 кафе, магазин. У селі здійснюють сільськогосподарську діяльність ТОВ Агрофірма «Дружба» та ТОВ «Інтерагросервіс». Відбудовується молочно-товарна ферма, впорядковано тракторну бригаду, де працюють селяни та наймані працівники. Будується комплекс з переробки м'яса і молока. Напрям господарства — зерново-тваринницький. Розвинуте садівництво, бджільництво, ставкове рибне господарство. В селі 6 ставків перебувають в оренді.

## Відомі люди
- Скорубський Павло Антонович (1924—2008) — український художник;* Шаповалов Віталій Володимирович (1939—2017) — радянський та російський актор театру і кіно.

## Галерея

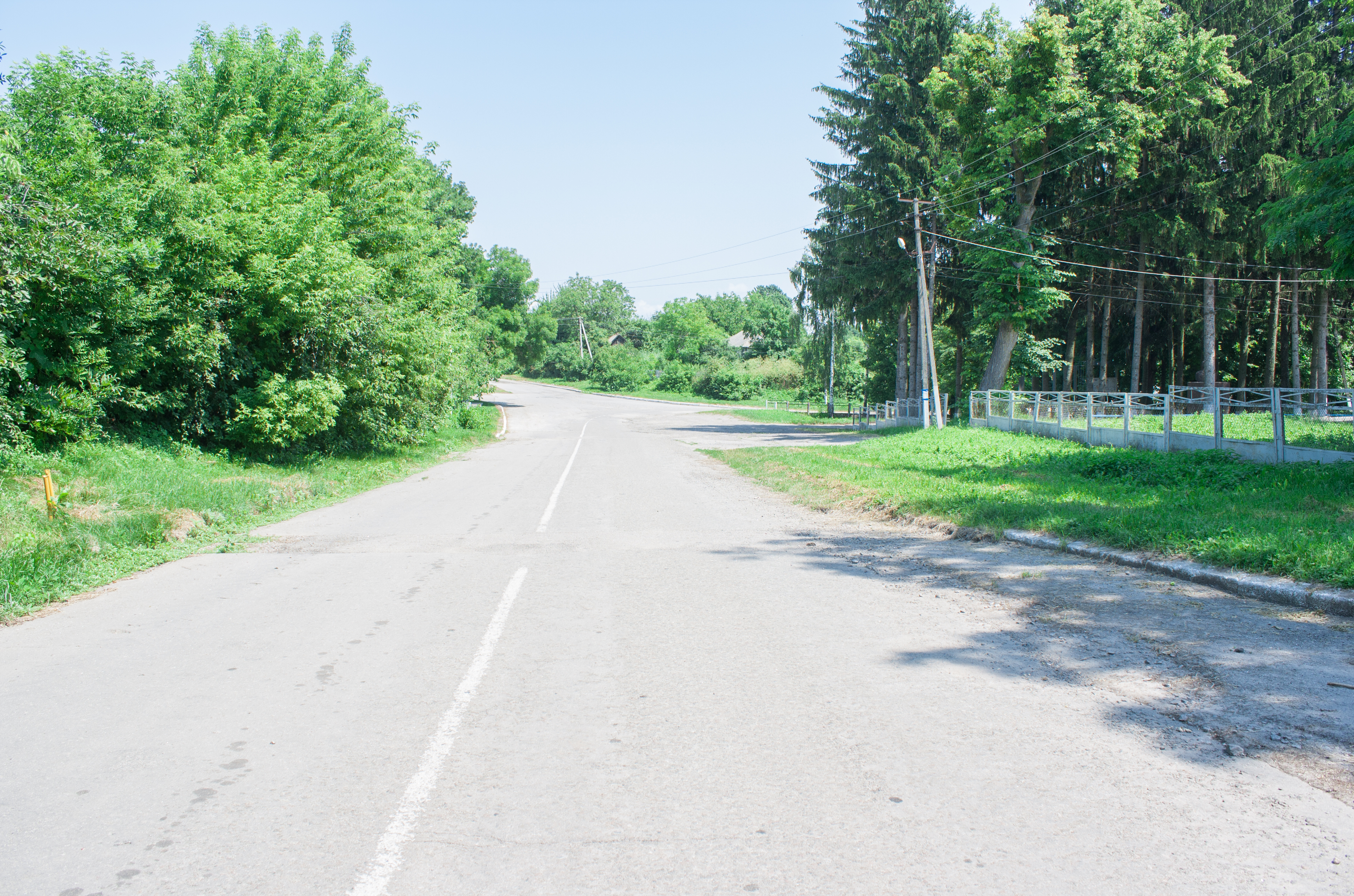
Центр села
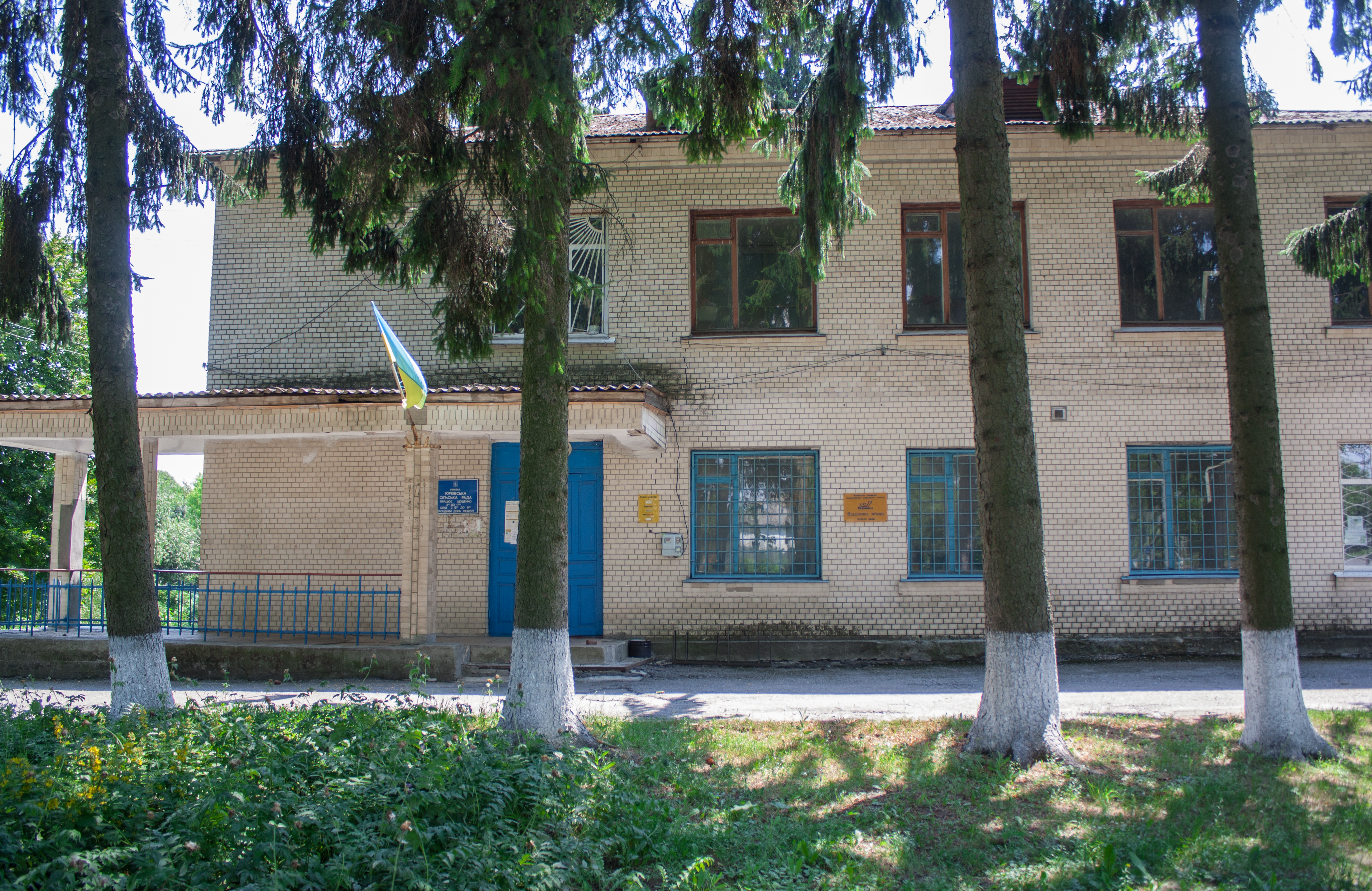
Сільська рада
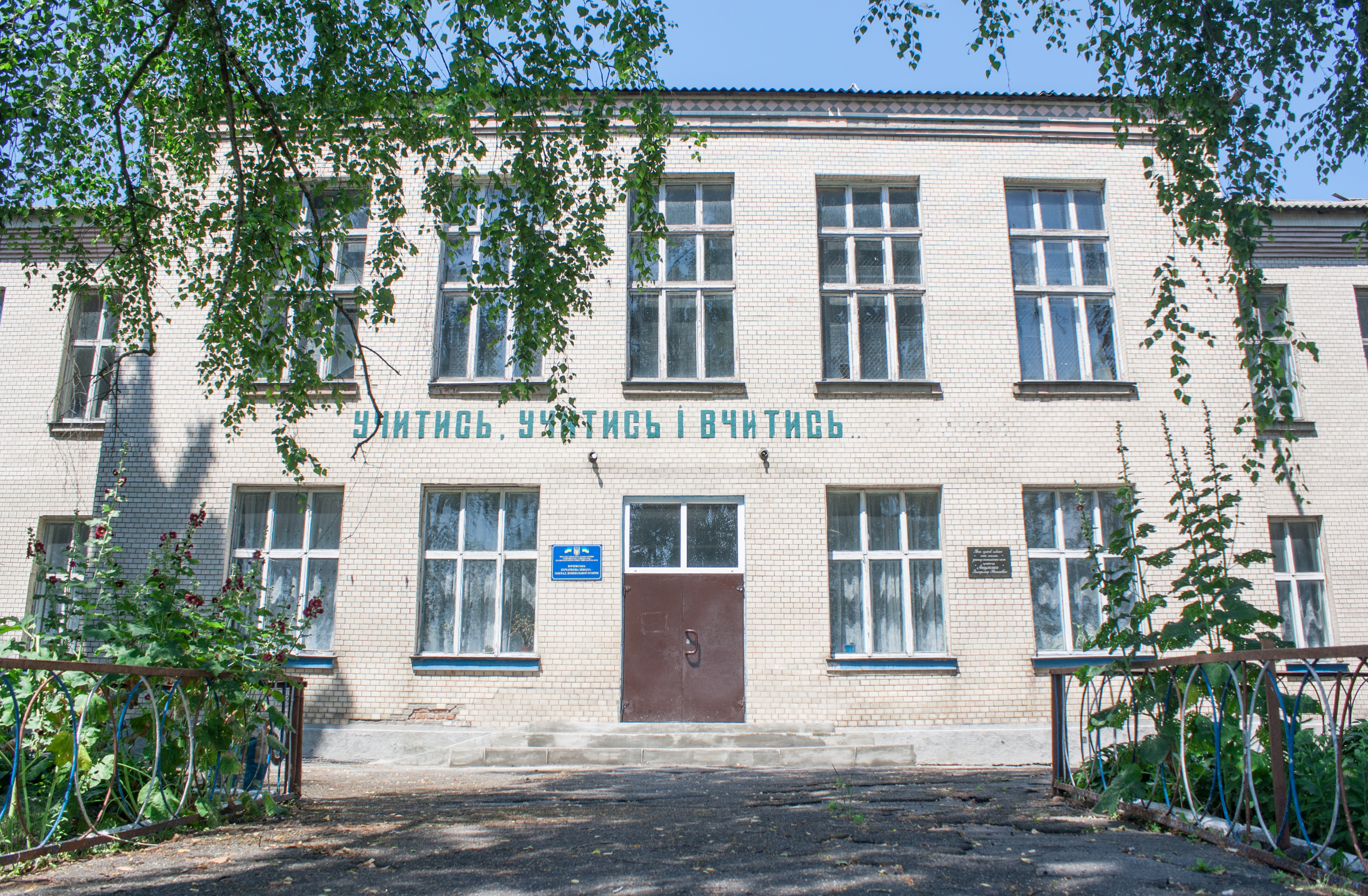
Школа
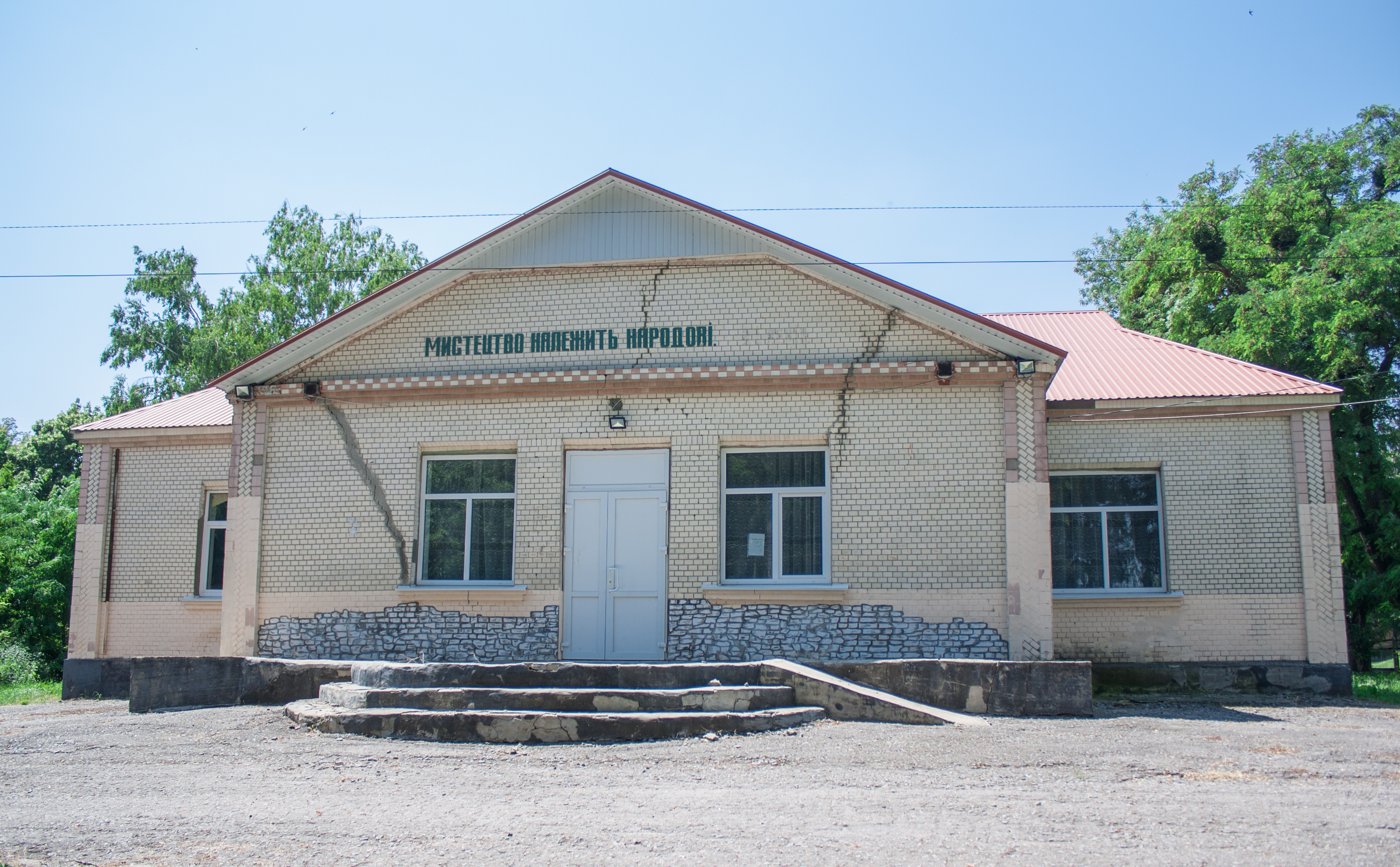
Будинок культури
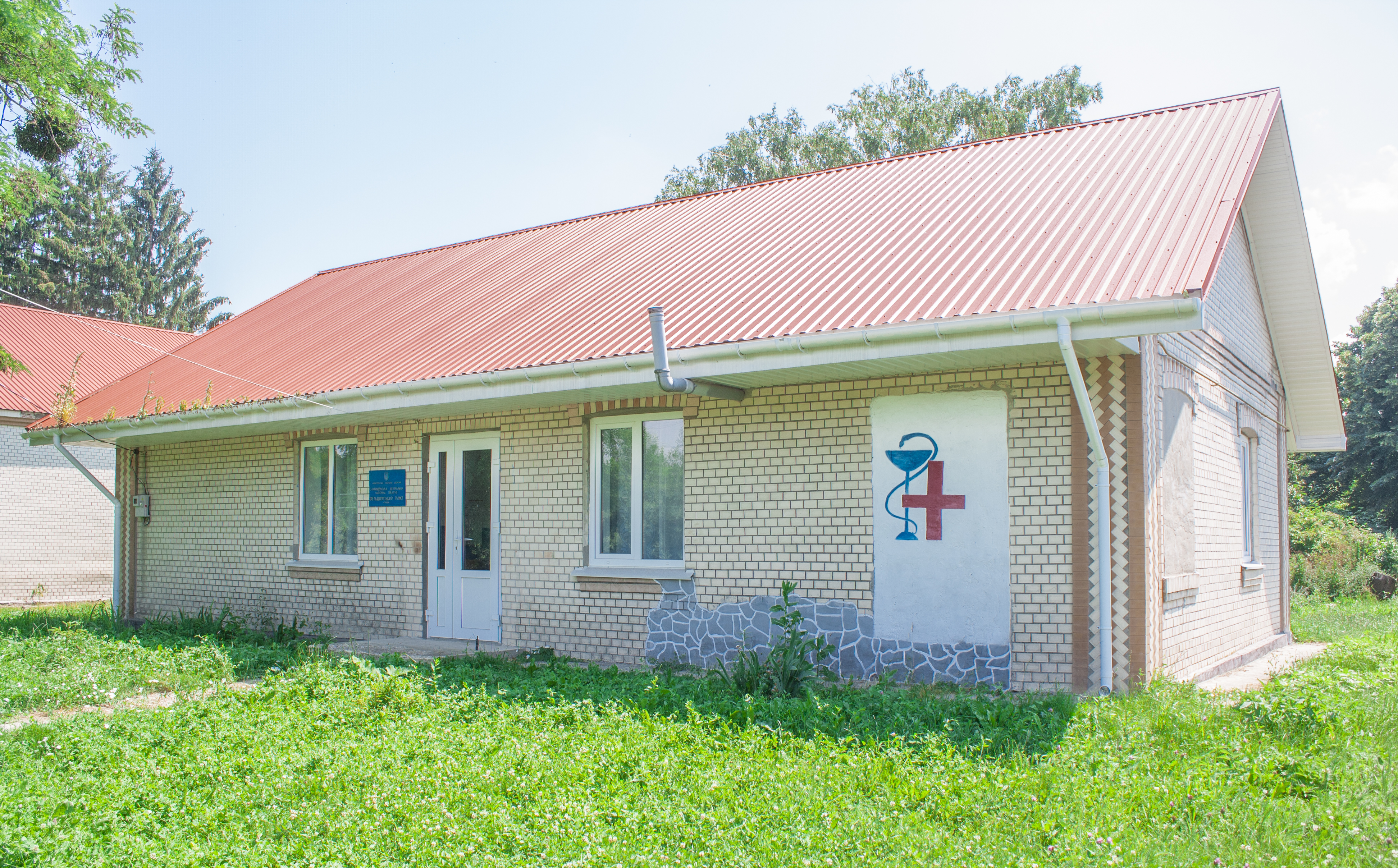
Фельдшерський пункт
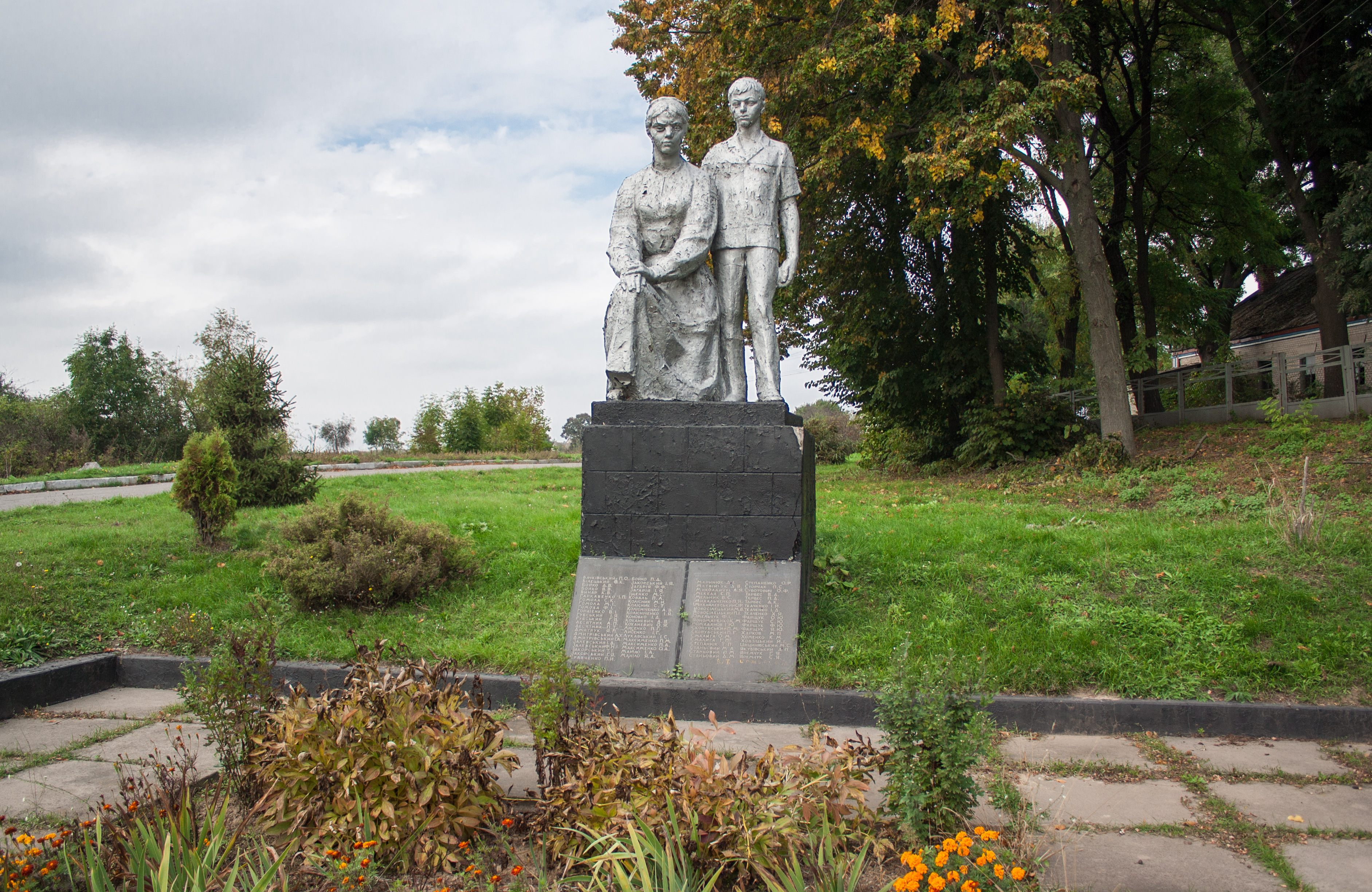
Пам'ятник воїнам-односельцям
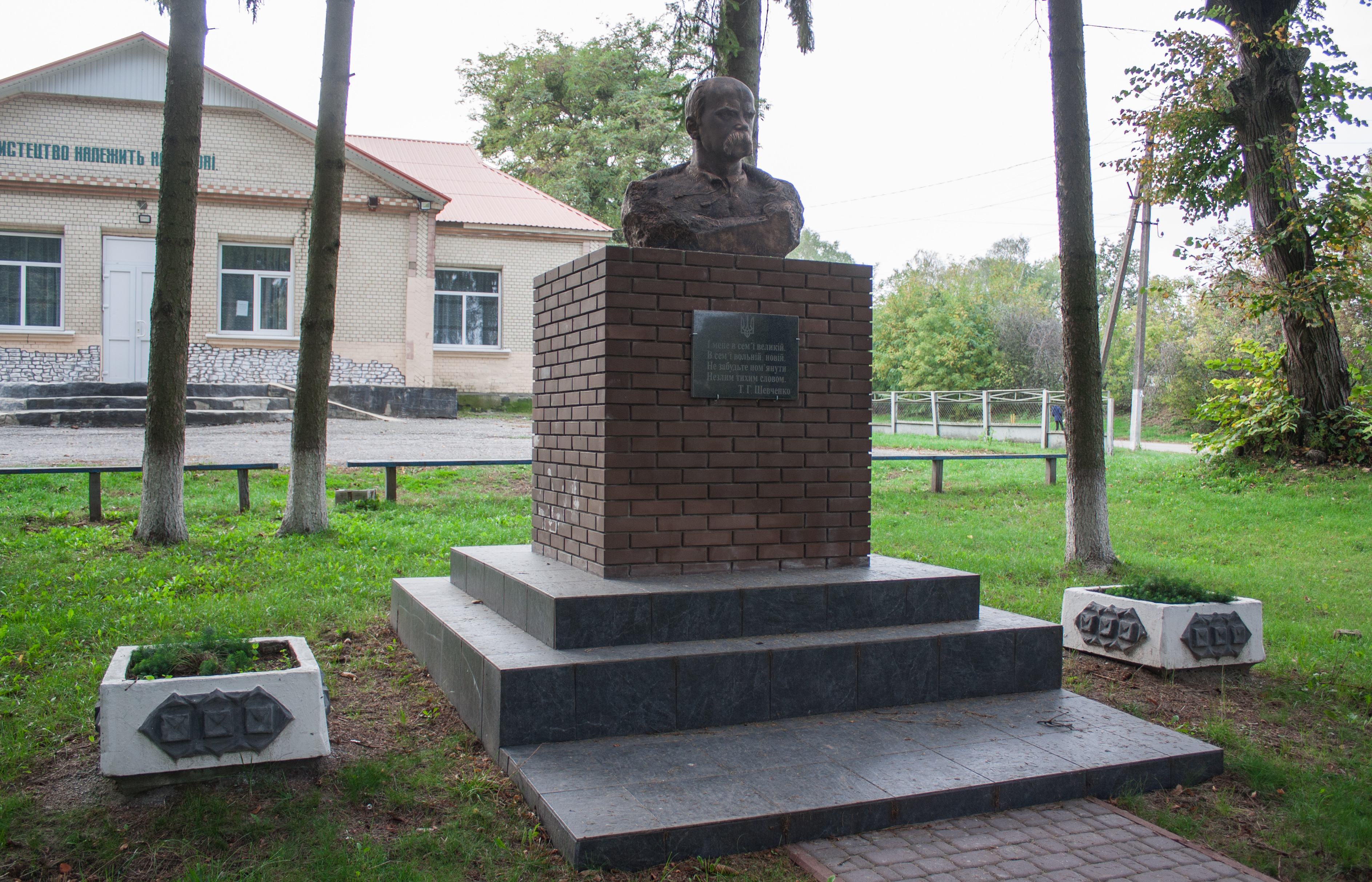
Пам'ятник Т.Г. Шевченку